# The Spinners

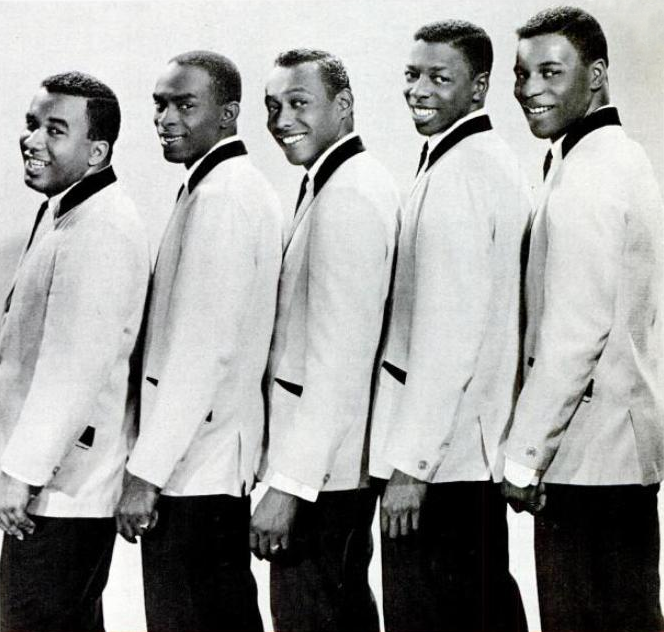
The Spinners

The Spinners  is een vocale soulgroep uit Detroit, die opgericht is in 1954 en rond 1970 zeer populair was. In Groot-Brittannië en elders in Europa worden ze ook wel The Detroit Spinners of The Motown Spinners genoemd om verwarring met de Britse folkband The Spinners te voorkomen. De groep is nog steeds actief.  

## Geschiedenis
Net als veel andere Afro-Amerikaanse zanggroepen kwamen ze vanuit de gospelmuziek tot de rhythm-and-blues. In 1954 werden The Spinners opgericht op Ferndale High School in Michigan. In eerste instantie was hun naam The Domingoes, maar vanaf 1961 noemden ze zich The Spinners. In augustus van dat jaar hadden ze hun eerste hit met That's What Girls Are Made For. Ze stonden onder contract bij het platenlabel Tri-Phi van Harvey Fuqua, die hen coachte en soms ook meezong. In 1963 gingen ze met hem mee naar Motown, waar ze, net als The Originals en als mannelijke tegenhangers van The Andantes, naast hun eigen werk ook (anoniem) achtergrondkoortjes verzorgden bij de opnamen van andere artiesten. Toen Fuqua in 1971 Motown verliet omdat het label grotendeels uit Detroit vertrok, vonden ook The Spinners het tijd om op te stappen. Op voorstel van Aretha Franklin kwamen ze onder contract bij Atlantic.
Een van de oprichters, Billy Henderson, werd in 2004 uit de groep gezet nadat hij de manager had aangeklaagd over geldzaken. Hij overleed in 2007. Pervis Jackson, ook een van de Domingoes / Spinners van het eerste uur die nog steeds deel uitmaakte van de groep, stierf op 18 augustus 2008 aan de gevolgen van hersen- en leverkanker. Hij werd 70 jaar oud. Ook andere vroege leden van The Spinners zijn niet meer in leven. De groep bestond tot maart 2013 uit de oudgedienden Bobby Smith (jarenlang de leadzanger) en Henry Fambrough en de recent aangeworven Charlton Washington, Jessie Robert Peck en Marvin Taylor. Smith overleed op 16 maart 2013.

## Groepsleden
- Henry Fambrough (1954 tot heden), overleden 2024
- Billy Henderson (1954-2004), overleden 2007
- Pervis Jackson (1954-2008), overleden 2008
- James Edwards (1954)
- Bobby Smith (1954-2013), overleden 2013
- C.P. Spencer (1954-1956), overleden 2004
- Chico Edwards (1956-1958 en 1962-1967), overleden 2011
- George Dixon (1958-1963), overleden 2005
- Joe Stubbs (1962)
- G.C. Cameron (1967-1972 en 2000-2003)
- Philippé Wynne (1972-1977), overleden 1984
- Jonathan Edwards (1977-2000)
- Frank Washington (2003-2009)
- Spike Bonhart (2004-2009)
- Charlton Washington (2009 tot heden)
- Jessie Robert Peck (2009 tot heden)
- Marvin Taylor (2009 tot heden)

## Discografie

### Singles
| Jaar | Titel                                                       | Billboard Hot 100 | U.S. R&B | Canada | Verenigd Koninkrijk |
| ---- | ----------------------------------------------------------- | ----------------- | -------- | ------ | ------------------- |
| 1961 | "That's What Girls Are Made For"                            | 27                | 5        | -      | -                   |
| 1961 | "Love (I'm So Glad) I Found You"                            | 91                | -        | -      | -                   |
| 1961 | "What Did She Use?"                                         | -                 | -        | -      | -                   |
| 1962 | "I've Been Hurt"                                            | -                 | -        | -      | -                   |
| 1962 | "She Don't Love Me" (als Bobby Smith & The Spinners)        | -                 | -        | -      | -                   |
| 1964 | "Sweet Thing"                                               | -                 | -        | -      | -                   |
| 1965 | "I'll Always Love You"                                      | 35                | 8        | 7      | -                   |
| 1966 | "Truly Yours"                                               | 111               | 16       | -      | -                   |
| 1967 | "For All We Know"                                           | -                 | -        | -      | -                   |
| 1968 | "I Just Can't Help but Feel the Pain"                       | -                 | -        | -      | -                   |
| 1969 | "In My Diary"                                               | -                 | -        | -      | -                   |
| 1970 | "Message from a Black Man"                                  | -                 | -        | -      | -                   |
| 1970 | "It's a Shame"                                              | 14                | 4        | 36     | 20                  |
| 1971 | "We'll Have It Made"                                        | 89                | 20       | -      | -                   |
| 1973 | "Together We Can Make Such Sweet Music"                     | 91                | -        | -      | -                   |
| 1972 | "How Could I Let You Get Away" (A-kant)                     | 77                | 14       | -      | -                   |
| →    | "I'll Be Around" (B-kant)                                   | 3                 | 1        | 6      | -                   |
| 1972 | "Could It Be I'm Falling in Love"                           | 4                 | 1        | 12     | 11                  |
| 1973 | "One of a Kind (Love Affair)"                               | 11                | 1        | 16     | -                   |
| 1973 | "Ghetto Child"                                              | 29                | 4        | 60     | 7                   |
| 1974 | "Mighty Love (Part I)"                                      | 20                | 1        | 19     | -                   |
| 1974 | "I'm Coming Home"                                           | 18                | 3        | 27     |                     |
| 1974 | "Then Came You" (met Dionne Warwick)                        | 1                 | 2        | 7      | 29                  |
| 1974 | "Love Don't Love Nobody (Part I)"                           | 15                | 4        | 34     | -                   |
| 1975 | "Living a Little, Laughing a Little"                        | 37                | 7        | 43     | -                   |
| 1975 | "Sadie"                                                     | 54                | 7        | -      | -                   |
| 1975 | "They Just Can't Stop It (Games People Play)"               | 5                 | 1        | 21     | -                   |
| 1975 | "Love or Leave"                                             | 36                | 8        | 29     | -                   |
| 1976 | "Wake Up Susan"                                             | 56                | 11       | -      | 29                  |
| 1976 | "The Rubberband Man"                                        | 2                 | 1        | 7      | 16                  |
| 1977 | "You're Throwing a Good Love Away"                          | 43                | 5        | -      | -                   |
| 1977 | "Me and My Music"                                           | -                 | 39       | -      | -                   |
| 1977 | "Heaven on Earth (So Fine)"                                 | 89                | 23       | -      | -                   |
| 1978 | "Easy Come, Easy Go"                                        | -                 | 46       | -      | -                   |
| 1978 | "If You Wanna Do a Dance"                                   | 49                | 17       | -      | -                   |
| 1979 | "Are You Ready for Love"                                    | -                 | 25       | -      | -                   |
| 1979 | "Body Language"                                             | 103               | 25       | -      | 40                  |
| 1980 | "Working My Way Back to You" / "Forgive Me Girl" (medley)   | 2                 | 6        | 5      | 1                   |
| 1980 | "Cupid" / "I've Loved You for a Long Time" (medley)         | 4                 | 5        | 20     | 4                   |
| 1980 | "Now That You're Mine Again"                                | -                 | 25       | -      | -                   |
| 1980 | "I Just Want to Fall in Love"                               | -                 | 75       | -      | -                   |
| 1981 | "Yesterday Once More" / "Nothing Remains the Same" (medley) | 52                | 32       | -      | -                   |
| 1981 | "Long Live Soul Music"                                      | -                 | 64       | -      | -                   |
| 1981 | "You Go Your Way (I'll Go Mine)"                            | 110               | 39       | -      | -                   |
| 1981 | "Love Connection (Raise the Window Down)"                   | 107               | 68       | -      | -                   |
| 1982 | "Never Thought I'd Fall in Love"                            | 95                | -        | -      | -                   |
| 1982 | "Magic in the Moonlight"                                    | -                 | 30       | -      | -                   |
| 1982 | "Funny How Time Slips Away"                                 | 67                | 43       | -      | -                   |
| 1984 | "Right or Wrong"                                            | 104               | 22       | -      | 84                  |

### Albums
Door de jaren heen hebben The Spinners vele albums opgenomen. Ook zijn veel verzamelalbums verschenen. 
- 1966: The Original Spinners
- 1970: 2nd Time Around
- 1972: Spinners
- 1974: Mighty Love
- 1974: New and Improved Spinners
- 1974: The Best of The Spinners (alleen de Motown songs)
- 1975: Live
- 1975: Pick of the Litter
- 1976: Happiness Is Being With The Spinners
- 1976: The Rubberband Man
- 1977: Yesterday, Today & Tomorrow
- 1978: Spinners/8
- 1978: The Best of The Spinners (alleen de Atlantic songs)
- 1979: From Here to Eternally
- 1980: Love Trippin'
- 1981: Labor of Love
- 1982: Grand Slam
- 1984: Cross Fire
- 1985: Lovin' Feelings
- 1989: Down to Business
- 1991: A One of a Kind Love Affair: The Anthology
- 1993: The Very Best of The Spinners
- 2002: The Essential Spinners
- 2003: The Chrome Collection

### NPO Radio 2 Top 2000
| Nummer met noteringen in de NPO Radio 2 Top 2000 | '99  | '00 | '01  | '02  | '03  |
| ------------------------------------------------ | ---- | --- | ---- | ---- | ---- |
| Working My Way Back to You                       | 1813 | -   | 1936 | 1573 | 1990 |

1. ↑  Een '-' betekent dat het nummer niet was genoteerd en een vetgedrukt getal geeft de hoogste notering aan.
2. ↑  Deze tabel is bijgewerkt tot en met de laatste editie (2024).